# Иван Желев (генерал, 1919)
 Тази статия е за генерала роден 1919.  За генерала роден 1911 вижте Иван Желев (генерал, 1911).  
Иван Желев Колев е български офицер, генерал-майор от Строителни войски.

## Биография
Роден е на 30 юли 1919 г. в старозагорското село Медово. Завършва гимназията в Мадан. През 1938 г. става член на РМС, а от 1943 г. и на БКП. Участва в Соболевата акция, за което е арестуван. През 1941 г. става организационен работник в ОК на РМС в Пловдив. Партизанин в бойна група. Първоначално е ятак на партизаните от партизански отряд „Христо Ботев“, а от 1943 г. е партизанин в отряда. От 1944 до 1947 г. е в Окръжния комитет на БКП в Пловдив. След това започва служба в Строителни войски. Между 1947 и 1950 г. е политически работник в Строителни войски. След това е командир на различни поделения в системата на този род войска. Бил е командир на 6-та общостроителна дивизия в Пловдив от 1959 до 1984 г.. Достига до звание генерал-майор през 1969 г. Под негово ръководство са строени спортната база Белмекен, телевизионната кула на връх Ботев и други. През 1976 г. неговото поделение е наградено с орден „Червено знаме на труда“. През 1977 г. е удостоен със званието „Заслужил деятел на научното и техническото творчество на младежта“. Под негово ръководство се създава електрическа машина за пръскани мазилки. С указ № 1075 от 8 юли 1977 г. е обявен за герой на социалистическия труд на България. Носител е на 4 ордена „Червено знаме на труда“ и три ордена „Народна република България“ (1959, 1964 и 1974). Умира на 22 юни 2020 г. в Пловдив.